# Kvadriportik u Pompejima
Kvadriportik u Pompejima je služio kao prolaz, porticos post scans, iza scene Velikog i malog kazališta. Bio je to natkriveni prolaz kojim su se gledatelji koristili za putovanje između događaja ili samo za zaklon od kiše. Kvadriportik je bio klasično obilježje većine helenskih kazališta koje je kodirao Vitruvije u De architectura. Unutrašnji prostor ovog dvorišta pretvoren je u gladijatorske nastambe i teretane.

## Vanjske poveznice
|  | Zajednički poslužitelj ima još gradiva o temi Kvadriportik u Pompejima |